# Kayané

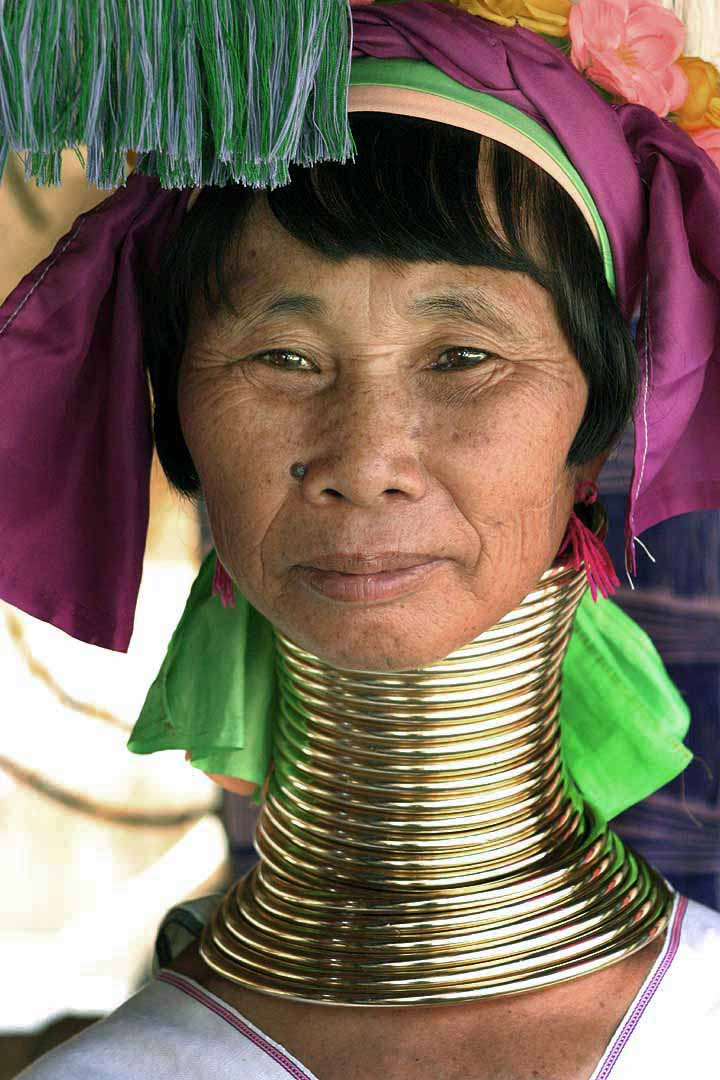
Kayanská žena

Kayané jsou podskupinou Karenů - tibetsko-barmskou etnickou menšinou. Podle kayanských vyprávění pocházejí z jižního Mongolska, odkud putovali přes Čínu, Tibet a Indii až do Barmy, kde se usadili v provincii Kaya. Dnes se nachází v Kayanském státě a v jižní části Šanského státu.
Dělí se do 4 základních skupin – Lathá, Kannan, Kelá a Shókó.

## Kultura
Jejich matkou je drak jménem Kakue Bube. Proto ženy někdy nosí na hlavě vysoké ozdoby (věžičky), které představují hlavu draka. Jejich otcem je velký pták Lann Tuhúsí.
Ženy kmene Shókó se oblékají do bílých košil, které mají veliký výstřih do písmene V. Látku tkají samy na primitivních dřevěných stavech. Účes mívají vyčesaný do drdolu, v němž mohou mít zapíchnuté jehlice a zdobí jej barevnými látkami.
Jejich typickou ozdobou jsou mosazné spirály na krku. Nasazují se již malým pětiletým holčičkám. Ženy je během života nesundavají, ale přidávají si další. Spirály způsobují deformaci klíční kosti a žeber, což způsobuje dojem delšího krku. Je mnoho teorií o tom, proč kayanské ženy nosí spirály na krku. Některé říkají, že by je měly ochránit před otroctvím, protože by byly méně atraktivní pro ostatní kmeny. Další teorie říká, že ženy poté mají vypadat jako drak.

## Náboženství
Kayanským tradičním náboženstvím je Kan Khwan. Spočívá v přesvědčení, že Kayané jsou výsledkem svazku ženského draka a mužského hybrida.
Hlavním náboženským festivalem je třídenní Kay Htein Bo. Koná se koncem března nebo začátkem dubna. Tímto festivalem ctí boha, děkují za požehnání a modlí se za déšť. V současné době je provázen čtením z kuřecích kostí.
Kayané silně věří v předtuchy a nic nedělají bez věštění, například lámání trávy nebo věštění z kuřecích kostí.
I když dnes někteří Kayané nadále vyznávají tradiční náboženství, většina je římskými katolíky.